# SJ X40
X40은 스웨덴 SJ에서 운영하고 있는 전동차이다. 스톡홀름-린셰핑, 에스킬스투나/아르보가, 베스테로스, 예블레/산드비켄 간을 운행하고 있다. 2000년 12월 주문하여 2004년에 첫 차가 제작되었다. 알스톰 독일 잘츠기터 공장에서 생산되었고, 프랑스에서 시험 운행을 거쳤다. 2량이나 3량 편성으로 제작되었고, 현재까지 총 43편성이 반입되었다. 좌석은 2층으로 설치되어 있다. 알스톰 코라디아 계열의 일부이다.

## 기술 사양
차체 재질은 강철이며, 모든 차량은 동력차이다. 두 대차 중 한 대차는 동력이 공급되며, 다른 대차는 무동력 대차이다. 량당 출력은 800kW로, 2량과 3량 편성의 출력이 다르다. 유도 전동기를 장착하였고, 축중은 21.3t이다. 1등석과 2등석으로 나뉘어 있으나 좌석 배열의 큰 차이는 없고, 객실에는 냉난방 장치가 장착되어 있다. 휴대폰 수신 증폭기, 좌석별 전원 콘센트, FM 라디오 수신기, 자판기가 장착되어 있다. 무선 인터넷 사용이 가능하나 다운로드 1~2MBps, 업로드 3~5MBps로 제한되어 있다.
2량 편성은 량당 58석, 3량 편성은 량당 66석이 장착되어 있다. 이 외에도 접이식 좌석이 설치되어 있다. B7 객차의 80석이나 레지나의 82석에 비하면 적은데, 층을 오가는 계단과 각종 기기류, 화물칸 때문에 좌석 수는 적은 편이다. 레지나의 82석은 2+3 좌석 배치 때문이기도 하다.
초기(2005년-2007년) 영업 운행 당시 문과 공조 장치 문제점이 지적되었다. 작은 화물칸과 좁은 좌석 간격 문제는 내장재를 재개조하여 해결되었다. 지역 통근용으로 최적화되어 있으며, 장거리 운행 시 많은 불만이 제기되었다. 특히 공항 구간을 지날 때는 짐을 많이 들고 타기 때문에 불만이 많이 제기된다.